# Отані Кікудзо

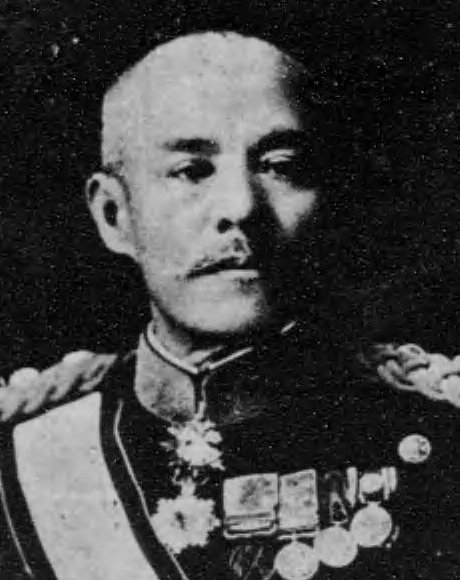
Отані Кікудзо 1919 рік

Барон Отані Кікудзо (яп. 大谷 喜久蔵, 4 лютого 1856 – 26 листопад 1923)  — генерал імператорської армії Японської імперії. Генерал Отані Кікудзо брав участь у багатьох війнах серед яких були перша японо-китайській війні 1894-1895 років, російсько-японській війні 1904-1905 років, та  першій світовій війні та громадянській війні в Росії. Під час останньої війни він командував «Владивостоцьким експедиційним корпусом» і став офіційним командувачем «японської військової інтервенції в Сибір» та військ союзників. Після того як генерал Отані Кікудзо вийшов на пенсію в 1920 році він отримав титул барона.                                                                                                              

## Військова кар'єра
Отані Кікудзо народився в 1856 році в Доміні Обами (сучасна Обама (Фукуй) як 7-й син знавця китайської літератури та вчителя в школі хань). Отані Кікудзо розпочав свою військову кар’єру в імператорській армії Японської імперії, в 1871 році  записавшись до піхоти в гарнізоні Осаки. У 1875 році Отані Кікудзо навчався у Військовій академії армії Японської імперії, а наступного року отримав звання другого лейтенанта. Серед однокласників Отані Кікудзо були: Осако Наомічі, Ідзічі Косуке та Нагаока Гайші. У 1883 році Отані Кікудзо отримав військове звання лейтенанта, а в 1886 році — капітана. Отані Кікудзо служив у штабі Сендайського гарнізону та 2-го відділу 2-га дивізія (Японська імператорська армія), і отримав звання майора в 1892 році. Також Отані Кікудзо  командував батальйоном 8-го піхотного полку імператорської армії Японської імперії. А через два роки він приєднався до Генерального штабу японської імперської армії в Хіросімі, де служив під час Першої японо-китайської війни.
У 1895 році Отані Кікудзо отримав військове звання підполковника, а наступного року став начальником штабу 4-го відділу 4-та дивізія (Японська імператорська армія). У 1897 році Отані Кікудзо досяг військового звання полковника і став начальником штабу гвардійської дивізії. Потім Отані Кікудзо був призначений до штату Генерального інспекторату воєнної підготовки, а в 1900 році він був призначений комендантом армійської школи Тояма.
У 1902 році Отані Кікудзо був підвищений до генерал-майора імператорської армії Японської імперії. й отримав командування над 24-ю піхотною бригадою імператорської армії Японської імперії, а наступного року повернувся до школи Тояма. У лютому 1904 року Отані Кікудзо відповідав за матеріально-технічне забезпечення 12-ї дивізії імператорської армії Японської імперії, а в березні відповідав за матеріально-технічне забезпечення другої японської армії в Кореї під час початку російсько-японської війни. У серпні Отані Кікудзо командував 8-ю бригадою імператорської армії Японської імперії та був начальником штабу обраної армії з травня 1905 року. Отані Кікудзо повернувся в статусі коменданта школи Тояма в червні 1906 року. У 1909 році Отані Кікудзо отримав військове звання генерал-лейтенанта та отримав командування над японською 5 дивізією (Японська імперія).
Після вступу Японської імперії в першу світову війну та подальшої японської окупації Циндао Отані Кікудзо став командувачем японського гарнізону в цьому місті.

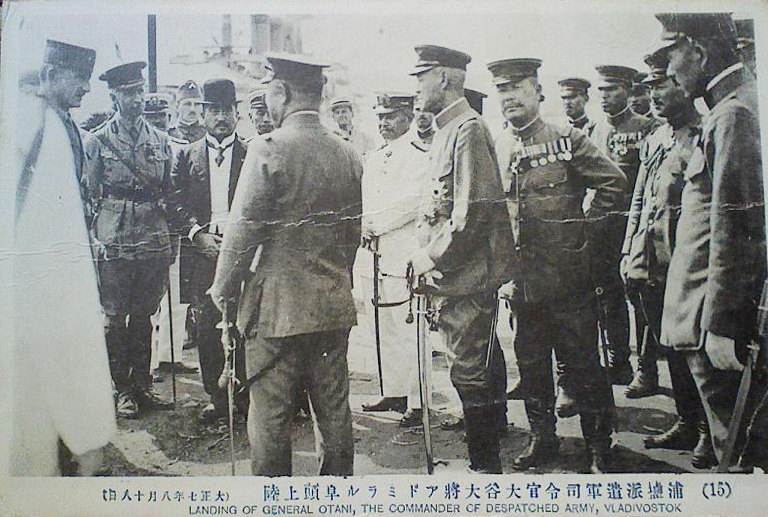
Прибуття генерала Отані Кікудзо до Владивостока (18 серпня 1918 р.)

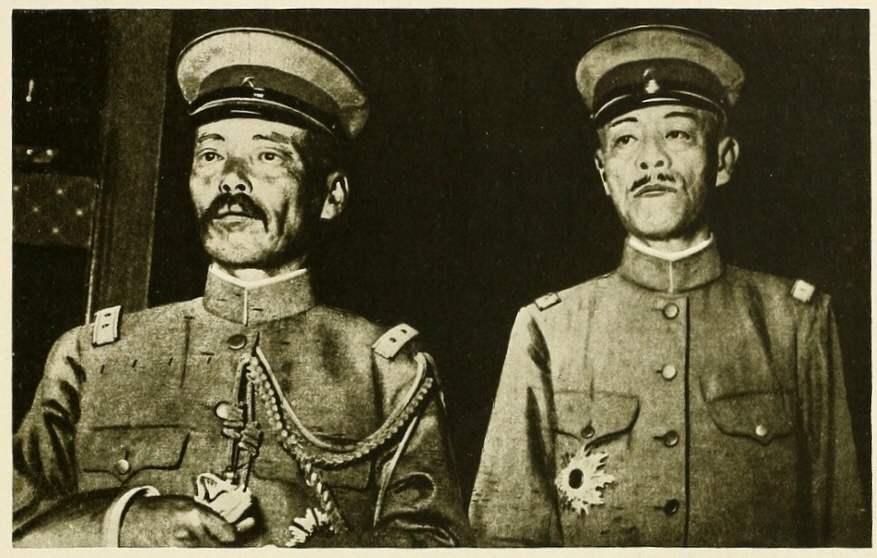
Генерал-лейтенант Юі Міцуе та генерал Отані Кікудзо, очільники японських військ у Сибіру

У 1918 році Японська імперія приєдналася до союзників у спільному втручанні в громадянську війну в Росії для підтримки Білого руху. Отані Кікудзо був призначений головою японського експедиційного корпусу разом з Юі Міцуе як начальником штабу. Чисельність «Владивостоцького експедиційного корпусу» складала 60 000 осіб і складалася з трьох японських дивізій, включаючи 12-ту та 5-ту дивізії. 12 серпня японські сили вирушили з Токійського вокзалу до Хіросіми, де вони мали сісти на японські кораблі, що прямували до Владивостока. Після японської окупації Владивостока, Отані Кікудзо  став офіційним командувачем «Сибірської інтервенції союзників». У квітні 1920 року Отані Кікудзо наказав військам союзників відрізати східне Забайкалля від контрольованої російськими більшовиками Далекосхідної республіки, таким чином було розпочато блокаду Чити.
У 1919 році Отані Кікудзо був призначений генеральним інспектором Генеральної інспекції воєнної підготовки. Одначе він пішов у відставку через рік і був нагороджений титулом барона.1 листопада 1920 року Отані Кікудзо був нагороджений орденом Золотого Коршуна за участь у першій світовій війні та японській сибірській інтервенції. Отані Кікудзо помер у 1923 році, його могила знаходиться на кладовищі Аояма в столиці Японії місто Токіо. Під час своєї військової кар'єри Отані Кікудзо продемонстрував сильні лідерські здібності та глибоке розуміння важливості логістики та навчання військ. Він був відомий своєю дисциплінованістю та увагою до деталей, що викликало повагу та захоплення його підлеглих.
На додаток до своїх військових досягнень, Отані Кікудзо мав також й інші, він брав участь у дипломатичних і політичних справах Японської імперії. Як командувач японського гарнізону в Ціндао, Отані Кікудзо відіграв вирішальну роль у японській окупації міста під час Першої світової війни. Його стратегічне планування та координація сприяли успіху операції.
Одним із найвідоміших призначень Отані Кікудзо була його керівна роль у японському експедиційному корпусі під час громадянської війни в Росії. У 1918 році, Отані Кікудзо бувши головою японського «Владивостоцького експедиційного корпусу», він командував значними силами чисельністю 60 000 осіб, включаючи японську 12-ту та 5-ту дивізії. Працюючи разом з начальником штабу Юї Міцуе, Отані Кікудзо відіграв важливу роль у сибірській інтервенції японців та їх союзників.
Під командуванням Отані Кікудзо японські військові сили в Сибіру мали на меті підтримати російський білий рух проти російських більшовиків. Вони працювали над збереженням стабільності в регіоні та запобіганням поширенню російського комунізму (більшовизму). Стратегічні рішення Отані Кікудзо, включно з наказом відрізати східне Забайкалля від контрольованої російськими більшовиками Далекосхідної республіки, сприяли створенню Читинської блокади. Цей крок допоміг забезпечити важливі позиції та перешкодити просуванню російських більшовиків.
На знак визнання внеску Отані Кікудзо під час Першої світової війни та японської сибірської інтервенції, він 1 листопада 1920 року був нагороджений орденом Золотого змія. Ця поважна нагорода підкреслила значну роль генерала Отані Кікудзо у військових діях Японської імперії в ті критичні часи.
Після відставки з дійсної військової служби Отані Кікудзо було надано дворянське звання барона. Отані Кікудзо продовжував займатися військовою справою й обіймав посаду генерального інспектора Генеральної інспекції воєнної підготовки. Проте його кар'єра була перервана, коли він помер у 1923 році. Могилу Отані Кікудзо можна знайти на кладовищі Аояма в столиці Японії місті Токіо.
Спадщина генерал-лейтенанта імператорської армії Японської імперії пана Отані Кікудзо як полководця, стратега та дипломата залишається сьогодні важливою у військовій історії післявоєнної Японії. Його внесок під час Першої світової війни, громадянської війни в Росії та його загальна відданість збройним силам Японської імперії залишили тривалий вплив на військові традиції та досягнення країни.

## Відзнаки та нагороди

### Японський
- 1895 – Орден Золотого Коршуна 4 ступеня
- 1904 - Орден Священного Скарбу, 4 клас
- 1904 - Орден Священної Скарбниці ІІІ ступеня
- 1906 – Орден Східного сонця 2 ступеня
- 1906 – Орден Золотого Коршуна 2 ступеня
- 1912 – Великий Кордон Ордена Священного Скарбу
- 1915 – Великий Кордон Ордена Висхідного Сонця
- 1920 – Орден Золотого змія 1 ст
- 1920 – Орден висхідного сонця: Великий кордон квітів павловнії

### Іноземні прикраси
|                                     | Knight Grand Cross, Order of St Michael and St George (UK) |      |
| [[Файл:{{{name}}}.svg\|60px\|alt=]] | Grand Officer, Order of Saints Maurice and Lazarus (Italy) |      |
| [[Файл:{{{name}}}.svg\|60px\|alt=]] | Grand Cross, Order of the Star of Romania (Romania)        |      |
| [[Файл:{{{name}}}.svg\|60px\|alt=]] | War Merit Cross (Italy)                                    |      |
| [[Файл:{{{name}}}.svg\|60px\|alt=]] | Médaille militaire (France)                                | 1919 |
| [[Файл:{{{name}}}.svg\|60px\|alt=]] | Czechoslovak War Cross 1918 (Czechoslovakia)               |      |

## Подальше читання
- Petin, Dimitry (2015). Документы Временного правительства автономной Сибири о хождении военных денег Сибирской экспедиции японских войск [Documents of the Temporary government of autonomous Siberia regarding the circulation of Japanese military currency]. Modern History of Russia (рос.). Saint Petersburg State University. 14 (3): 236—246. Процитовано 8 травня 2018.
- Sarkisov, Konstantin (2017). Японская интервенция в Сибири. Прелюдия (Часть 2) [Japanese intervention in Siberia. Prelude (Part 2)]. Yaponskie Isledovania (рос.). Russian Academy of Sciences. 4 (1): 5—18. doi:10.24411/2500-2872-2017-00025. Процитовано 8 травня 2018.
- Ando, Yoshio, ред. (1993). 陸軍大将大谷喜久蔵の年譜 [A History of the Army General Kikuzo Otani] (яп.).